# Copicucullia cucullioides
Copicucullia cucullioides là một loài bướm đêm trong họ Noctuidae.